# AVAVG
Закон про службу зайнятості та страхування на випадок безробіття (AVAVG), що існував у Веймарській республіці з 16 липня 1927 року. Був ухвалений німецьким рейхстагом 7 липня 1927 року 355 голосами проти 47 при 15 утриманих і 3 недійсних, набрав чинності 1 жовтня того ж року. Після Другої світової війни його подовжили, і в 1957 році здійснена рішуча правка, яка спромагалася відносити ситуацію, що існувала до епохи націонал-соціалізму. Лише в 1969 році був замінений Arbeitsförderungsgesetz (закон про сприяння зайнятості — AFG), який дав адміністрації труда в ФРН нову правову основу.

## Призначення
В історії соціального страхування Німеччини цей закон замінив «Постанову про грошову допомогу у випадку безробіття» (нім. Erwerbslosenfürsorgeverordnung) в межах програми військово-соціального забезпечення, тим самим створивши реальні юридичні умови для отримання допомоги у безробітті. Згідно з введенням закону, створили Райхсанштальт за контролем працевлаштування, котрий став попередником Bundesagentur für Arbeit. Першим президентом обрано Фрідріха Зірупа.